# Jozef Drubbel
Josephus Drubbel (Nederlands: Jozef Drubbel, Oostakker, 18 januari 1809 - aldaar, 25 december 1869) was een Belgisch politicus en notaris. Van 1867 tot aan zijn dood in 1869 was hij burgemeester van Oostakker.

## Levensloop
Hij was de zoon van Pieter Frans Drubbel, die eveneens burgemeester was van Oostakker, en de vader van Luitenant-generaal baron Honoré Drubbel.
Na de verkiezingen van 30 oktober 1866 zetelde hij in de gemeenteraad. Tijdens het tijdelijke burgemeesterschap van Amand Geers wordt hij schepen voor Oostakker. Die zomer wordt hij aangesteld als effectief burgemeester.
Jozef Drubbel overleed in zijn woning in de Bredestraat in Oostakker op 25 december 1869. Hij werd opgevolgd door Amand Geers, die voorheen al tijdelijk burgemeester was.